# Sicz Zaporoska

Terytorium Hetmanatu (fiolet), Siczy (sepia) i Ukrainy Słobodzkiej (zieleń) w połowie XVIII wieku

Flaga Siczy Zaporoskiej

Sicz Zaporoska (ukr. Запорозька Січ) – główny ośrodek Kozaków zaporoskich (niżowych). Ufortyfikowany obóz (por. kosz) kozacki, zakładany od XVI wieku na różnych wyspach dolnego Dniepru. Była tzw. protopaństwem tudzież parapaństwem.

Inna wersja flagi Siczy Zaporoskiej

Pierwsza Sicz została założona przez Dymitra Wiśniowieckiego zw. Bajdą w 1553 roku na Chortycy. Pierwsza Sicz nie istniała długo. Została zniszczona zupełnie latem 1557 roku (po zaciętej walce i wygłodzeniu Kozaków spowodowanym oblężeniem) przez Tatarów, posiłkowanych oddziałami Wołochów i Turków, dysponujących artylerią. Dymitr Wiśniowiecki uciekł z oblężonej twierdzy (Siczy) i w 1562 roku założył nową Sicz na wyspie Monasterskiej (Klasztornej). Po śmierci Wiśniowieckiego (1563 rok) wodzem Kozaków został Bohdan Różyński, który zaczął się tytułować hetmanem Kozaków niżowych.

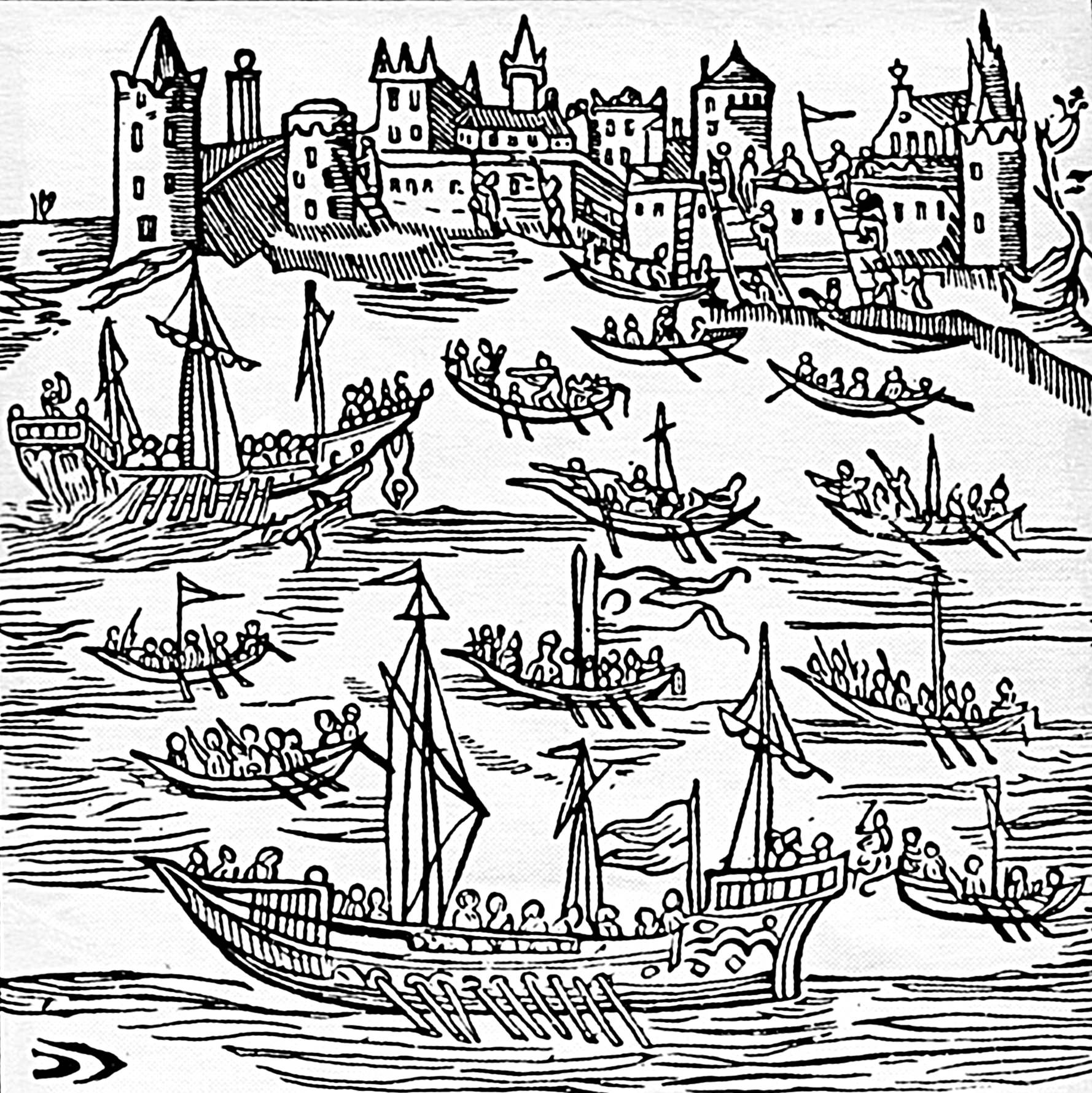
Kozacy zaporoscy na czajkach zdobywają Kaffę 1615

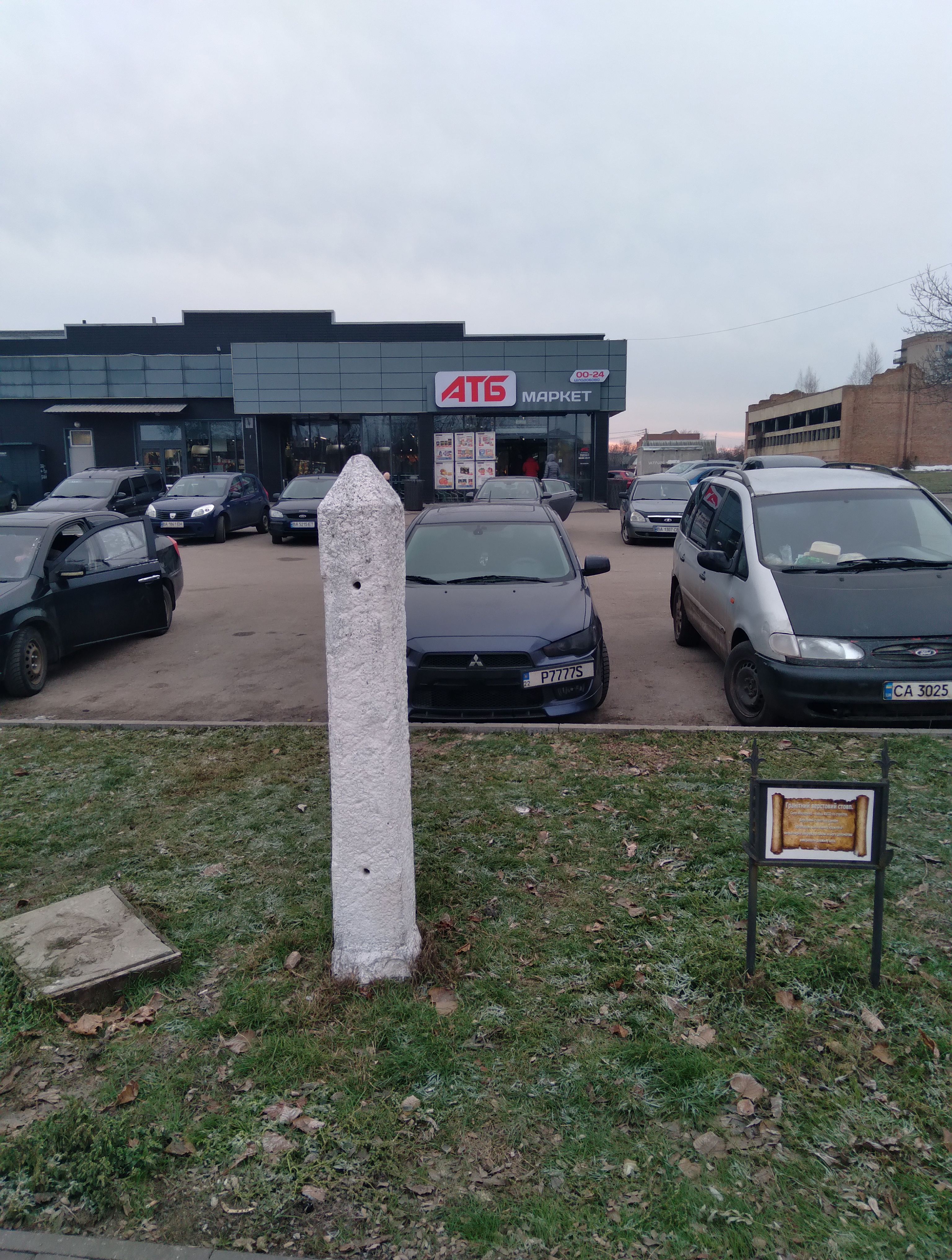
Jeden z unikalnych granitowych filarów z XVIII wieku, za pomocą którego ukraińscy Kozacy mierzyli terytoria. Wieś Moszoryne, współcześnie obwód kirowohradzki Ukrainy, historycznie pogranicze Dzikich Pól

„Niebawem Kozaczyzna stała się samodzielną siłą polityczną i wojskową, a Sicz, przenoszona z wyspy na wyspę, stanowiła jej ośrodek. Posiadała też stałą załogę i poważną ilość sprzętu wojennego. Kozacy mieli teraz oparcie w dużej i trudnej do zdobycia twierdzy”.
Nazwa Sicz pochodzi od słowa „zasieka” tj. umocnienie zbudowane z drewna. Zaporoska była dlatego, że leżała za porohami Dniepru (poroh = próg).
Sicz to również używana dawniej nazwa Zaporoża i Kozaków zaporoskich.
„Sicz była rodzajem grodu, obwarowanego wałami i palisadami. Gród ten składał się z cerkwi pod wezwaniem Matki Boskiej, domów atamana koszowego  i jeneralnej starszyzny. Resztą wojska mieściła się w 38 długich szopach, nazwanych kureniami. W każdym kureniu było do 300 towarzystwa pod naczelnictwem atamana kurennego, razem z nimi mieszkającego. Tworzyli oni jednostkę wojskową również zwaną kureniem. Oprócz tych budynków było w siczy 40 karczem”.

## Władza w Siczy Zaporoskiej

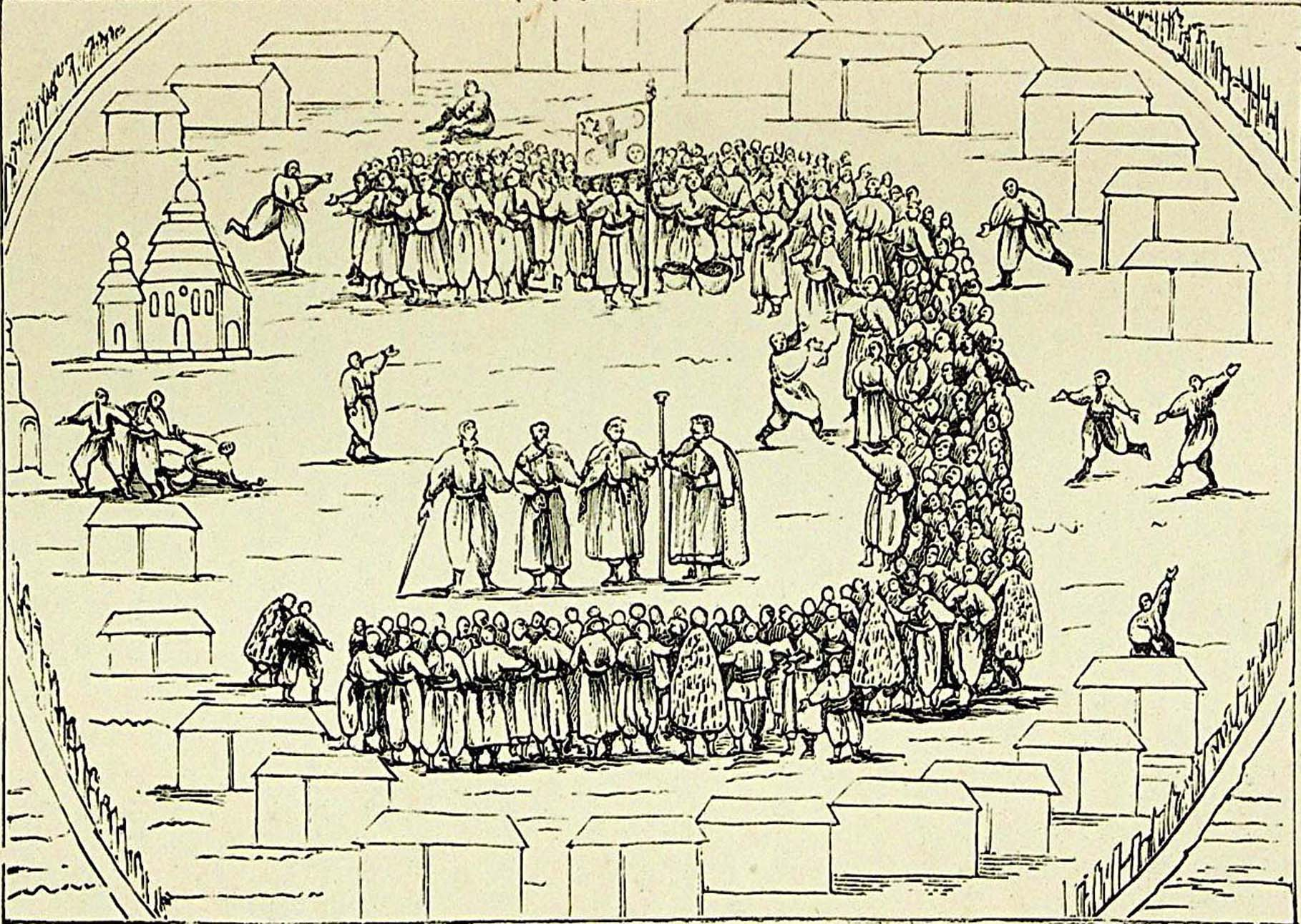
Rada kozacka

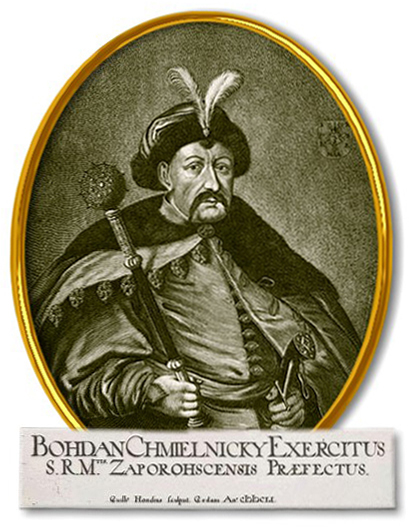
Bohdan Chmielnicki

Najważniejszy organ decyzyjny u Kozaków. Brali w niej udział wszyscy członkowie bractwa kozackiego, czasem po kilka, kilkanaście lub kilkadziesiąt tysięcy ludzi. Decydowała ona o wszystkich krokach podejmowanych przez Kozaków, np. o wyprawach wojennych, wyborze atamana itd. Obradom Rady kozackiej przewodniczył ataman koszowy.
Starszyzna kozacka
Inna nazwa to mała rada. Znajdowali się tam ludzie z najbliższego otoczenia aktualnego atamana. Członkowie starszyzny, tak jak atamanowie, byli wybieralni i w każdej chwili mogli zostać odwołani przez Radę kozacką. Do perfekcji mieli opanowane sterowanie tłumem, tzw. czernią, dzięki temu często ich głos był przeważający. Do starszyzny kozackiej należeli często ludzie pochodzenia szlacheckiego, posiadający wielkie majątki. „Do starszyzny należały statki, tzw. czajki, i większość broni, posiadała nieomal monopol na wyższe urzędy na Zaporożu”.
Ataman koszowy
Wybierany był przez Radę kozacką do rządzenia w czasie pokoju, przewodniczył obradom Rady kozackiej i kierował przygotowaniami do wypraw wojennych.
Ataman
Nazywany był też hetmanem. Wybierany był przez Radę kozacką na czas wojny, wyprawy łupieskiej, powstania, miał wtedy niczym nieograniczoną władzę. Posiadał specjalne insygnia władzy – buławę i buńczuk. Po zakończeniu wypraw wojennych był rozliczany przez Radę kozacką ze swoich poczynań. Jeśli nie odniósł sukcesów, nierzadko tracił nie tylko tytuł atamana (hetmana), ale i życie.
Ataman kurenny
Wyznaczał  każdemu mieszkańcowi kurenia  pracę oraz rozsądzał ich spory. Kureń był zamkniętą całością. Miał na własność wyznaczone pola do uprawy i rzeki do połowu ryb.

## Lokalizacje Siczy Zaporoskiej
- Chortyca (1556–1562)

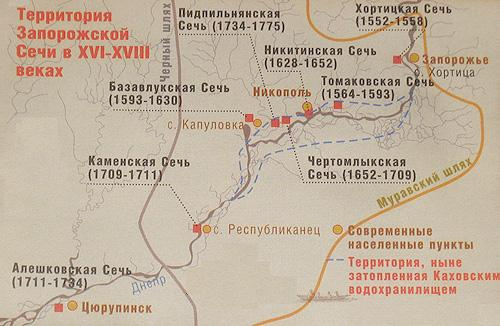
Lokalizacja Siczy Zaporoskiej XVI–XVIII w.

- Wyspa Monasterska (Klasztorna) (1563)
- Sicz tomakiwska (1581–1593)
- Sicz bazawłucka na wyspie Bazawłuk (zwanej także Czertomlik, ponieważ leżała również koło jednej z odnóg Dniepru Czertomliku) u ujścia rzeki Bazawłuk (1593–1638)
- Sicz mykityńska na przylądku Mykityn Róg (1638–1652)
- Stara Sicz (czertomlicka) u ujścia Czertomliku (1652–1709)
- Sicz kamieńska nad rzeką Kamienka (1709–1711)
- Sicz na uroczysku Oleszki na lewym brzegu Dniepru (1711–1734)[4]
- Nowa Sicz (zwana była też krasnokutowską lub podpyleńską) na uroczysku Krasnyj Kut między Bazawłukiem i Czartomlikiem powstała na odnodze Dniepru zwanej Podpalną (1734–1775)

## Likwidacja Siczy

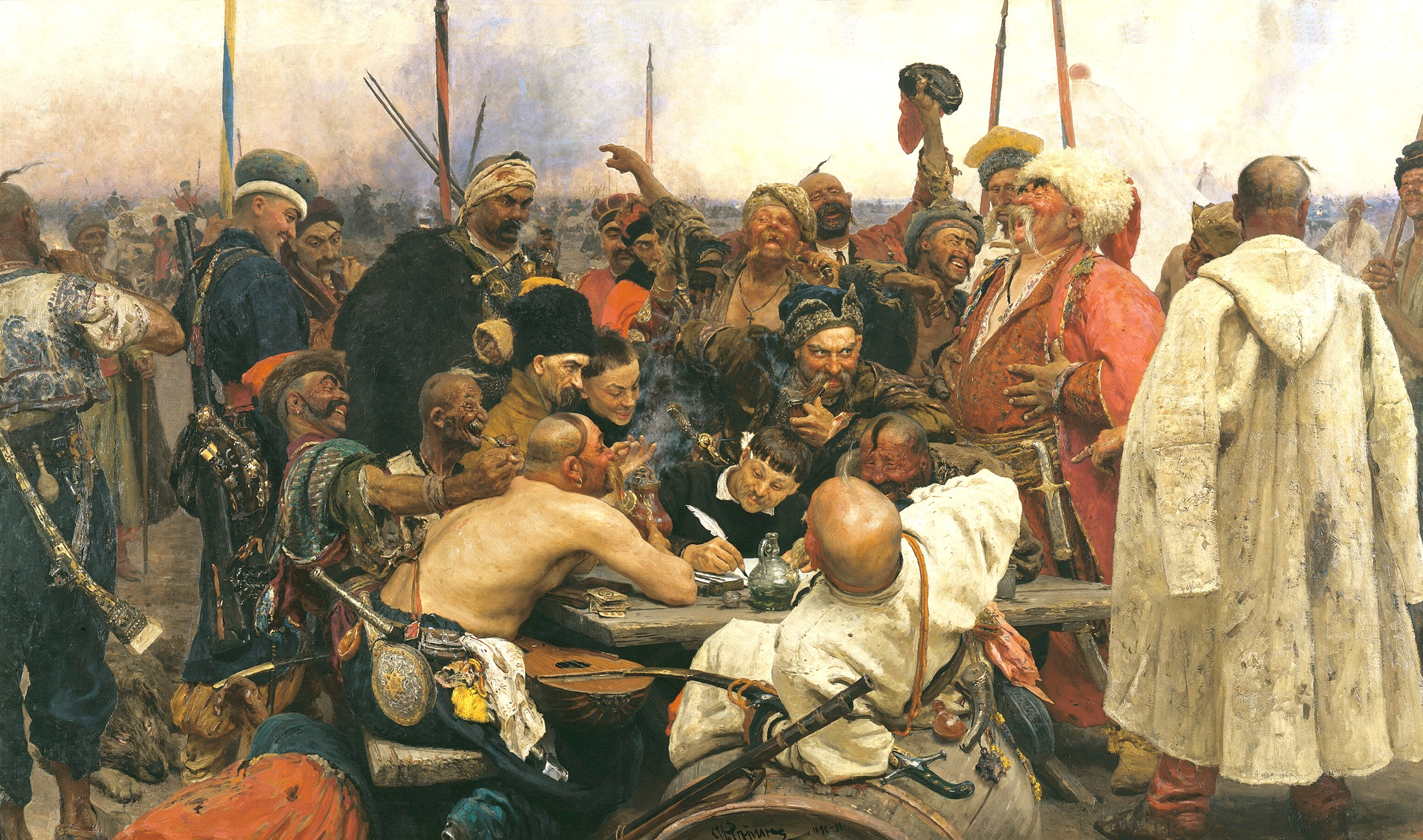
Kozacy piszą list do sułtana (aut. Ilja Riepin, 1878–1891)

15 czerwca 1775 wojska rosyjskie pod dowództwem Piotra Tekely w sile 10 pułków piechoty, 8 pułków kawalerii i 13 pułków Kozaków dońskich, realizując projekt Grigorija Potiomkina, otoczyły umocnienia Siczy i ogłosiły, że Sicz została zlikwidowana. Przewaga wojsk rosyjskich była tak duża, że poddano się bez walki. Większość Kozaków uciekła w nocy czółnami na ziemie Chanatu Krymskiego, natomiast umocnienia i budynki zostały rozebrane, archiwum i skarbiec wywiezione do Moskwy, a starszyzna: Ataman koszowy Piotr Kalniszewski, pisarz wojskowy Hłoba i sędzia Pawło Hołowaty aresztowana i skazana na więzienia lub zesłanie. Cała operacja odbyła się przy okazji powrotu armii rosyjskiej z frontu tureckiego po zawarciu w dniu 21 lipca 1774 traktatu w Küczük Kajnardży.

„Ziemie kozackie przyłączono częściowo do guberni noworosyjskiej, a częściowo do azowskiej. Wprowadzono rosyjską administrację i sądownictwo, zlikwidowano skarb wojskowy, zatarto wszelkie ślady autonomii. Zaporoże stało się częścią składową państwa rosyjskiego. Większość Kozaków zamieniono w chłopstwo, część wcielono do różnych pułków rosyjskich bądź osiedlono na nowych terenach”.
Manifest Katarzyny II brzmiał: „Sicz Zaporoska została zniszczona z wykluczeniem na przyszłe lata i samej nazwy zaporoskich Kozaków (…) na rozkaz nasz przez postępki swoje (…) i okazane przez Kozaków nieposłuszeństwo wobec naszych najwyższych rozkazów”.
Ziemie Zaporoża nadano dworzanom carskim (Grigorij Potiomkin, Aleksander Wiaziemski, Prozorowski, Cyryl Razumowski).

### Przyczyny likwidacji Siczy Zaporoskiej
Przyczyn likwidacji Siczy Zaporoskiej było co najmniej kilka:
- udział Zaporożców w powstaniu Pugaczowa;
- uzyskanie przez Rosję po wojnie z Turcją (1768-1774) wybrzeża Morza Czarnego, a co za tym idzie, minimalizacja znaczenia Kozaków jako strażników pogranicza;
- Sicz Zaporoska – ośrodek antyfeudalnej walki ludu, wprowadzający anarchię, nie mógł istnieć w absolutystycznym i scentralizowanym mocarstwie, jakim była wtedy Rosja;
- ekspansjonizm rosyjski, dążący do wchłonięcia żyznych stepów Zaporoża, nadających się znakomicie pod kolonizację.